# 祖阿里河
祖阿里河是印度的河流，位於果阿邦，河道全長34公里，發源自西高止山脈，與曼杜比河都是支持該地區農業發展的主要河流。